# Pallister
Pallister – dzielnica miasta Middlesbrough, w Anglii, w North Yorkshire, w dystrykcie (unitary authority) Middlesbrough. W 2011 miejscowość liczyła 6069 mieszkańców.